# Жирова Галина Олександрівна
Галина Олександрівна Жирова (нар. 7 травня 1926, Хабаровськ, РРФСР — пом. 14 лютого 2003, Київ, Україна) — радянська та українська акторка театру і кіно.

## Життєпис
Навчалась у 1944-1948 роках в студії при Московському державному камерному театрі.
Чоловік — актор Андрій Сова, дочка — акторка Валентина Сова.

### Кар'єра
- 1948-1950 — Театр при Київському Окружному будинку офіцерів.
- 1950-1951 — Київська обласна філармонія.
- 1952-2003 — Київський державний російський драматичний ім. Лесі Українки, зіграно 75 ролей.

### Театральні роботи
Київський російський театр ім. Лесі Українки
- Луша — «Діти сонця», Максим Горький
- Покоївка — «Скажені гроші», О.М. Островський
- Студентка — «Таке кохання», Павел Когоут
- Жінка — «Потрібен брехун»
- Люс, служниця Адріани — «Комедія помилок», Вільям Шекспір
- Дама в рожевому — «Дачники», Максим Горький
- Жінка на весіллі — «В день весілля», В.С. Розов
- Великий Могол, покоївка — «Ходіння по муках», О.М. Толстой
- Поліна — «Брехня на довгих ногах»
- Жінка — «104 сторінки про кохання», Е. Радзінський
- Дружина Майданникова — «Піднята цілина», М.О. Шолохов
- Міс — «Сенсація номер один»
- Дама — «Дон Карлос»
- Епізод — «Традиційний збір», В.С. Розов
- Листоноша — «Що віддавала»
- Телефоністка — «Остання ніч грудня»
- Марфа — «Далекі вікна»
- Нахлібниця — «На всякого мудреця досить простоти», О.М. Островський
- Викладач — «Кафедра», Л. Врублевська
- Нюра — «Іркутська історія» О.М. Арбузов

### Фільмографія
- «Діти сонця». Фільм-спектакль (1956, Луша);
- «Це було навесні» (1959);
- «Сімейне коло» (1980, реж. В. Довгань);
- «Ранок за вечір мудріший» (1981) та ін.